# Question!
"Question!" is de tweede single van het album Mezmerize van de band System of a Down.
Het nummer focust zich op leven na de dood en oorlog, het was voor het eerst gedraaid op het beroemde Amerikaanse radiostation KROQ in Los Angeles op 23 mei 2005 en was uitgekomen op alternative en rock radio stations op 12 juli 2005.
Het lied wordt soms vergeleken met een ander lied van System of a Down genaamd "Aerials", dat gaat over de natuur van het leven. Beiden zijn gezongen door Serj Tankian maar bij Question! doet gitarist Daron Malakian de achtergrondzang in het refrein. 
De video was uitgekomen op 5 augustus 2005 op MTV en de website van de band.
De openingsscène is van een jongen met grijs haar, kleren en huis die een rode vogel met een katapult neerschiet, waarna het lied begint. Op dat moment verandert het beeld naar een scène van de band op een theater podium, waar ze het lied spelen, terwijl er ook een toneelstuk gaande is.
Het toneelstuk is gebaseerd op een thema van leven, dood en reïncarnatie.
Bassist Shavo Odadjian bedacht de video nadat hij er een beeld van had in een nachtmerrie. Voor de droom had de band nog geen plannen voor de video.
In zijn droom zag hij de bandleden ook als publiek zitten, maar dat hebben ze niet in de muziekvideo gedaan, omdat het dan te veel zou lijken op de muziekvideo van de hiphop groep Outkast met "Hey Ya".